# Wolf River (hrabstwo Langlade)
Wolf River – miasto w Stanach Zjednoczonych, w stanie Wisconsin, w hrabstwie Langlade.